# ザシャリー・ヒエタラ
ザシャリー・ヒエタラ（Zachary Hietala、1962年8月10日 - ）はフィンランド出身の作曲家、ギタリスト。
発音としてはザシャリーよりもザカリが近い。
メンバーやファンからはザックの愛称で親しまれている。

## 略歴
1984年に弟であるマルコ・ヒエタラと共にバンド結成、Purgatory を名乗り1985年にレコード契約を獲得する。その際にバンド名変更を要求されたためバンド名をタロットとし、フィンランドで初めてのヘヴィメタルバンドとしてアルバム The Spell of Iron でデビューする。
既婚だが子供はいない。故郷のクオピオでは若い学生に対して音楽理論を教える講師も勤める。
公式フォーラムの管理人を務めており、ファンからの書き込みに対しても積極的に回答し交流を深めている。

## 機材
- Kramer Pacer Imperial 1982: Guitar
- Lag Rockline : Guitar
- Charvel 3 Strat : Guitar
- ESP Custom : Guitar
- Tokai Custom Edition Strat : Guitar
- B.C. Rich Gunslinger Retro : Guitar
- AJH Custom Guitars ZH-5 : Guitar
- SansAmp Tech21 Modified PSA-1 : Amplifier
- Marshall Modified JCM800 : Amplifier
- Marshall Modified EL34 100/100 : Amplifier
- Marshall Modified 1960 300W A&B : Speaker Cabinets
- Behringer V-TONE GM108 : Bedroom Practice Amplifier
- Dunlop 1mm black teardrop : Pick
- InTune Tarot Logo Original Custom black teardrop : Pick
- Boss Octaver, Equalizer, Overdrive2, Flanger, Digital Delay, Stereo Chorus: Effector
- GHS Strings Electric Boomers GBTNT : Strings

自身で使用する機材はほぼ全てをヘヴィに改造している。ギターは22フレットのボルトオンを愛用しており24フレットは所有していない。指板はスキャロップド、ネック角はGibson Les Paulを模した加工を施している。ブリッジ側ピックアップはディマジオのX2N、ブリッジはフローティング・トレモロ・フロイド・ローズ・オリジナルを搭載。コントロールはピックアップセレクター、ボリュームおよびOn/Offスイッチのみを搭載。トーンコントロールとセンターピックアップは取り外している。ポット等のパーツ及びピックアップはディマジオを愛用している。
ライブの際には5本以上のギターを持ち込み、曲によって次々と持ち替えて演奏する。

## ディスコグラフィ

### タロット
- スペル・オブ・アイアン The Spell of Iron (1986年)
- フォロー・ミー・イントゥ・マッドネス Follow Me into Madness (1988年)
- トゥ・リブ・フォーエバー To Live Forever (1993年)
- トゥ・リブ・アゲイン To Live Again (ライブ盤、1994年)
- スティグマータ Stigmata (1995年)
- フォー・ザ・グローリー・オブ・ナッシング For the Glory of Nothing (1998年)
- シャイニング・ブラック Shining Black (コンピレーション盤、1999年)
- サッファー・アウア・プレジャー Suffer Our Pleasures (2003年)
- クロウズ・フライ・ブラック Crows Fly Black (2006年)
- アンデッド・インディード・ライブ Undead Indeed Live (ライブ盤、2008年)
- グラヴィティ・オブ・ライト Gravity of Light (2010年)
- スペル・オブ・アイアン MMXI The Spell of Iron MMXI (2011年)

### Mareene
- ザ・パスト・プレリュード The Past Prelude (2009年)